# Lena Ek
Lena Ek (ur. 16 stycznia 1958 w Mönsterås) – szwedzka polityk, posłanka do Riksdagu, od 2004 do 2011 posłanka do Parlamentu Europejskiego dwóch kadencji, następnie do 2014 minister środowiska.

## Życiorys
Z wykształcenia prawniczka, w latach 1987–1994 wykładała prawo na Uniwersytecie w Lund.
Dołączyła do Partii Centrum, pełniła funkcję jej rzecznika do spraw ekonomiczno-politycznych i przewodniczącej związanego z tym ugrupowaniem związku kobiet. W latach 1994–1998 była radną gminy Valdemarsvik, zasiadała też w tym czasie w parlamencie regionu Östergötland. Od 1998 do 2004 była posłanką do Riksdagu.
W wyborach w 2004 uzyskała mandat deputowanej do Parlamentu Europejskiego. W PE VI kadencji przystąpiła do frakcji liberalnej, pracowała też w Komisji Przemysłu, Badań Naukowych i Energii i jako wiceprzewodnicząca delegacji UE-Chorwacja. W wyborach europejskich w 2009 skutecznie ubiegała się o reelekcję. W VII kadencji pracowała w tych samych gremiach.
Z mandatu w PE zrezygnowała w związku z objęciem 29 września 2011 resortu środowiska w rządzie Fredrika Reinfeldta, w którym zastąpiła Andreasa Carlgrena. Zakończyła urzędowanie w 2014, uzyskując w tym samym roku ponownie mandat poselski. Z parlamentu odeszła w 2015, w tym samym roku została prezesem działającej w branży leśnej spółdzielni Södra Skogsägarna.